# Salvador Puig Antich
Salvador Puig Antich (Barcelona, 30 de Maio de 1948 – Barcelona, 2 de Março de 1974) foi um militante anarquista catalão, ativo durante a década de 1960 e começo dos anos 1970. Foi executado no garrote vil pelo regime franquista depois de ser julgado por um Tribunal Militar e considerado culpado pela morte de um guarda civil em Barcelona.

## Biografia

### Família
Filho de uma família de trabalhadores da classe média, Salvador era o terceiro de seis irmãos. Seu pai, Joaquim Puig, tinha sido militante na organização Ação Catalã durante a Segunda República. Exilado na França, no miserável campo de refugiados de Argelès-sur-mer, foi condenado à morte quando retornou à Catalunha, recebendo um indulto no último momento.

### Juventude
O jovem Salvador começou a estudar no colégio La Salle Bonanova até ser expulso por indisciplina. A partir dos dezesseis anos conciliava o trabalho em uma oficina com os estudos noturnos no Instituto Maragall, onde tornou-se amigo de Xavier Garriga e dos irmãos Solé Sugranyes (Oriol e Ignasi), todos eles futuros companheiros do MIL (Movimento Ibérico de Libertação).

### Início da militância
Os episódios do Maio de 1968 e a morte do estudante Enrique Ruano na Direção-Geral de Segurança em 1969 foram decisivos para que Puig decidisse envolver-se na luta contra a ditadura franquista. Sua primeira militância se deu nas Comissões Trabalhadoras, tomando parte na Comissão de Estudantes do Instituto Maragall e prontamente revolucionando esta organização com base nas teorias anarquistas que rechaçavam qualquer forma de vanguardismo e hierarquia dentro das organizações políticas e sindicais, na luta da classe trabalhadora em favor da sua emancipação.

### Universidade, serviço militar e incorporação ao MIL
Depois de ingressar na universidade, no curso de Ciências Econômicas, fez o serviço militar em Ibiza, onde trabalhou na enfermaria do quartel. Uma vez licenciado, incorporou-se à nova organização MIL, integrando seu braço armado. Participou das ações do grupo (geralmente assaltos a bancos) como motorista. Os recursos levantados através dos assaltos eram destinados ao financiamento de publicações clandestinas do grupo e também serviam para ajudar as famílias de grevistas e trabalhadores presos.
Salvador Puig e seus companheiros moviam-se com facilidade no mundo da luta clandestina, viajando pelo sul da França, onde se relacionam com velhos militantes cenetistas.
Em agosto de 1973, o grupo se reúne na França para o Congresso de Autodissolução do MIL. No mês seguinte, após um assalto ao escritório da Caixa em Bellver de Cerdanya, tem início uma forte ofensiva policial contra os militantes do MIL.
Primeiro são presos Oriol Solé Sugranyes e Josep Lluís Pons Llobet; em seguida, Santi Soler, que, detido, interrogado e torturado, acaba por entregar os pontos de encontro clandestino dos seus companheiros. O próprio Santi Soler será utilizado como isca pela polícia para capturar Xavier Garriga e Salvador Puig. A operação, cuidadosamente preparada, foi efetivada em 25 de setembro de 1973, em Barcelona. Os dois anarquistas são detidos e, junto ao portão do número 70 da rua Girona, tem lugar um tiroteio no qual Puig acaba ferido, e um jovem guarda civil, Francisco Anguas Barragán, é morto.

### Prisão e execução
Salvador Puig é então encarcerado e acusado de ser o autor dos disparos que causaram a morte do policial. Posteriormente será julgado pelo conselho de guerra e condenado à morte por um regime com sede de vingança pelo atentado contra a vida de Carrero Blanco. Por toda a Europa são organizadas manifestações pedindo a comutação da pena capital, mas Franco se mantém inflexível e não concede o indulto. Em uma cela da Cadeia Modelo de Barcelona, em 2 de Março de 1974, às 9:40 horas da manhã, Salvador Puig Antich será a última pessoa da história da Espanha a ser executada pelo garrote vil.

## Cinema, literatura e música
Em 2001, o jornalista catalão Francesc Escribano escreveu o libro Cuenta atrás. La historia de Salvador Puig Antich, no qual se propõe a contar os fatos que levaram à execução de Puig Antich. Em setembro de 2006, com um roteiro baseado no livro de Escribano, estréia o filme espanhol Salvador, protagonizado por Daniel Brühl e dirigido por Manuel Huerga. Além destas obras, também há uma tradução para português do livro Salvador Puig Antich e a Luta Armada Anticapitalista na Catalunha nos Últimos Anos do Franquismo, de Ricard de Vargas Golarons, publicado pela editora A Batalha.
Tanto o livro como o filme receberam fortes críticas de antigos militantes do MIL, companheiros de militância de Salvador, que consideraram que ambas as obras esvaziaram de conteúdo político o personagem de Salvador Puig, ao mesmo tempo em que dignificaram falsamente as imagens de seu carcereiro, Jesús Irurre, do juiz militar que o condenou e dos membros da Brigada Político-Social da polícia franquista.
O cantor Joan Isaac compôs a música "A Margalida" em homenagem a Puig Antich. Lluís Llach também dedicou à sua memória a canção "I si canto trist", presente na trilha sonora do filme Salvador.